# 21 aC
El 21 aC fou un any del calendari romà prejulià.

## Esdeveniments
Imperi Romà
- Marc Vipsani Agripa es divorcia de Marcel·la i es casa amb Júlia, filla d'August.